# Schismadillo spenceri
Schismadillo spenceri är en kräftdjursart som först beskrevs av Barnes 1934.  Schismadillo spenceri ingår i släktet Schismadillo och familjen Armadillidae. Inga underarter finns listade i Catalogue of Life.